# Суха Кінська
Су́ха Кінська́ — річка в Україні, в межах Більмацького та Пологівського районів Запорізької області. Права притока Кінської (басейн Дніпра). 

## Опис
Довжина 21,6 км, площа басейну 114 км². Долина в середній та нижній течії вузька, глибока, місцями зі стрімкими схилами, порізаними ярами й балками. Річище слабозвивисте, місцями пересихає. Споруджено кілька ставків. 

## Розташування
Суха Кінська бере початок на Приазовській височині, на схід від села Зелений Гай. Тече переважно на північний захід. Впадає до Кінської на північ від села Кінські Роздори. 

## «Кінська» етимологія
Річка Суха Кінська впадає в річку Кінську біля села Кінські Роздори. Крім того, на одній з її приток розташоване село Гусарка, а неподалік — балка Драгунка. 